# Skroda Mała
Skroda Mała – wieś w Polsce położona w województwie podlaskim, w powiecie kolneńskim, w gminie Stawiski. Przez miejscowość przepływa Skroda.
W latach 1975–1998 miejscowość administracyjnie należała do województwa łomżyńskiego.
We wsi tej mieszka poetka Zofia Kumelska.
Wierni kościoła rzymskokatolickiego należą do parafii św. Antoniego Padewskiego w Stawiskach.